# Brasão do Rio Grande do Norte
O brasão do Rio Grande do Norte é o emblema heráldico e um dos símbolos oficias do estado brasileiro do Rio Grande do Norte, conforme estabelece o artigo 12 da Constituição Estadual.

## História
Foi criado pelo decreto 201 de 1º de julho de 1909, durante a gestão do governador Alberto Maranhão (1908-1914), desenhado e organizado pelo escultor Corbiniano Vilaça. É composto por um coqueiro à esquerda, uma carnaúba à direita, uma cana-de-açúcar e um algodão, estes dois últimos representando a flora. Há ainda um mar, com a jangada, representando a pesca e a extração de sal.

## Descrição heráldica
O brasão do Rio Grande do Norte é assim descrito pelo artigo 1º do decreto nº 201/1909:

O brasão de armas do Estado do Rio Grande do Norte é um escudo de campo aberto, dividido a dois terços de altura, tendo no plano inferior o mar, onde navega uma jangada de pescadores, que representam as industrias do sal e da pesca. No terço superior, em campo de prata, duas flores aos lados e ao centro dois capulhos de algodoeiro. Ladeiam o escudo, em toda sua altura, um coqueiro à esquerda e uma carnaubeira à direita, tendo os troncos ligados por duas canas de açúcar, presas por um laço com as côres nacionaes. Tanto os móveis do escudo, como os emblemas, em cores naturais, representam a flora principal do Estado. Cobre o escudo uma estrella branca, simbolizando o Rio Grande do Norte na União Brasileira.

## Brasões anteriores
Durante o domínio Holandês do Nordeste, o governo do então Conde Maurício de Nassau organizou e concedeu brasões às capitanias e câmaras de justiça em 1638. Para a capitania do Rio Grande (atual Rio Grande do Norte), foi concedido um brasão onde:

"Rio Grande é symbolisado pelo respectivo rio, tendo á margem um (sic) avestruz [ema], de que ha muitos ali."

A ema, ave caraterística da região, tendo a seus pés três ondas, em referência provável ao Rio Potenji ou ao Rio Açu. A ema é uma ave típica do bioma de cerrado, que na época também se encontrava em grande abundância naquelas paisagens. Acima do escudo um exemplar da coroa alusiva ao domínio holandês, e circundado por uma grinalda de flores e frutos de laranjeira - uma clara referência à Casa de Orange-Nassau de importante papel político na vida política dos República das Sete Províncias Unidas dos Países Baixos.

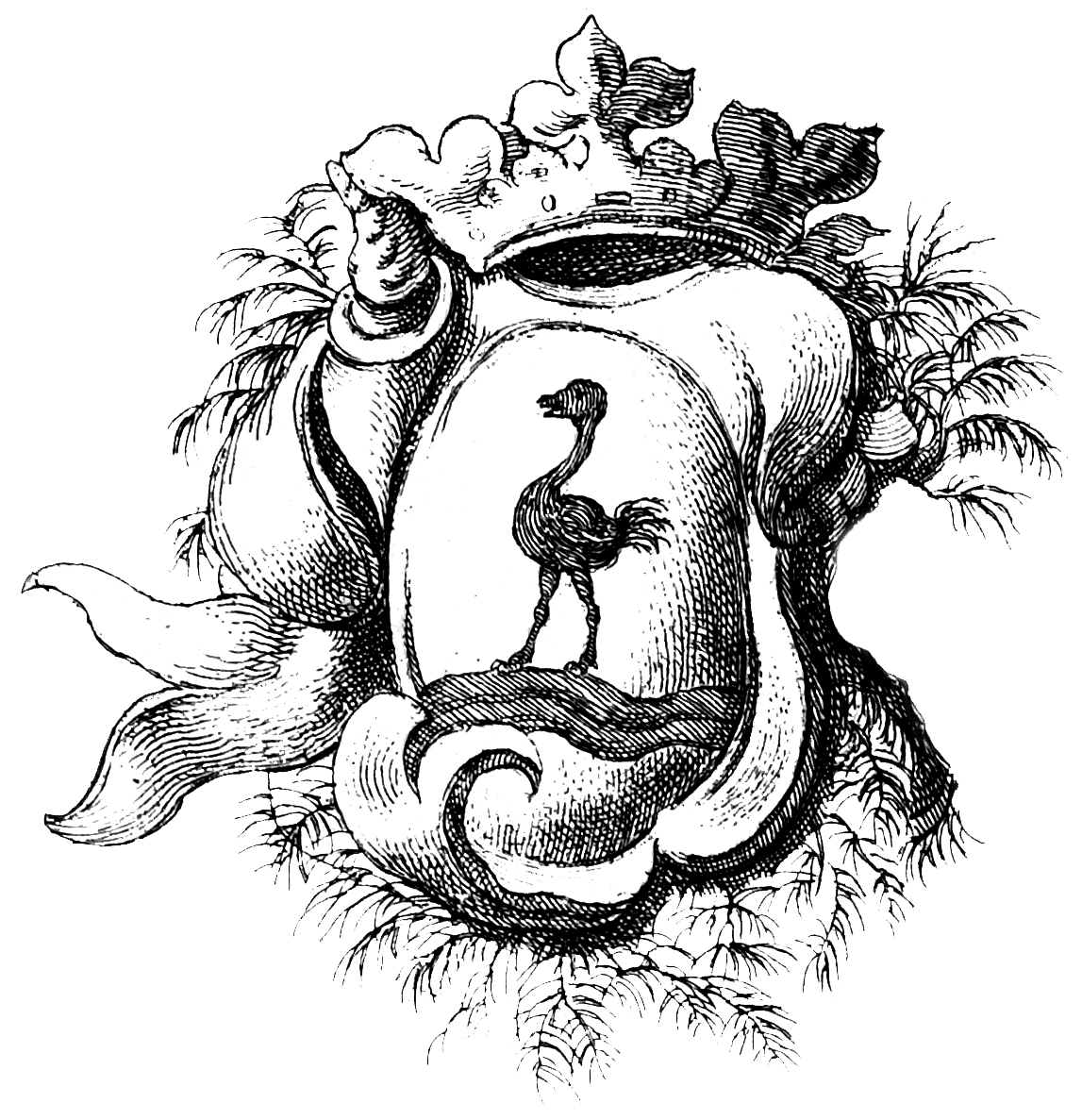
Brasão da Capitania do Rio Grande, como apresentado no frontispício de Rerum per octennium in Brasilia, de Gaspar Barléu.
Brasão do Rio Grande do Norte, colorido conforme a edição aquarelada de Rerum per octennium in Brasilia disponível na Biblioteca Nacional.
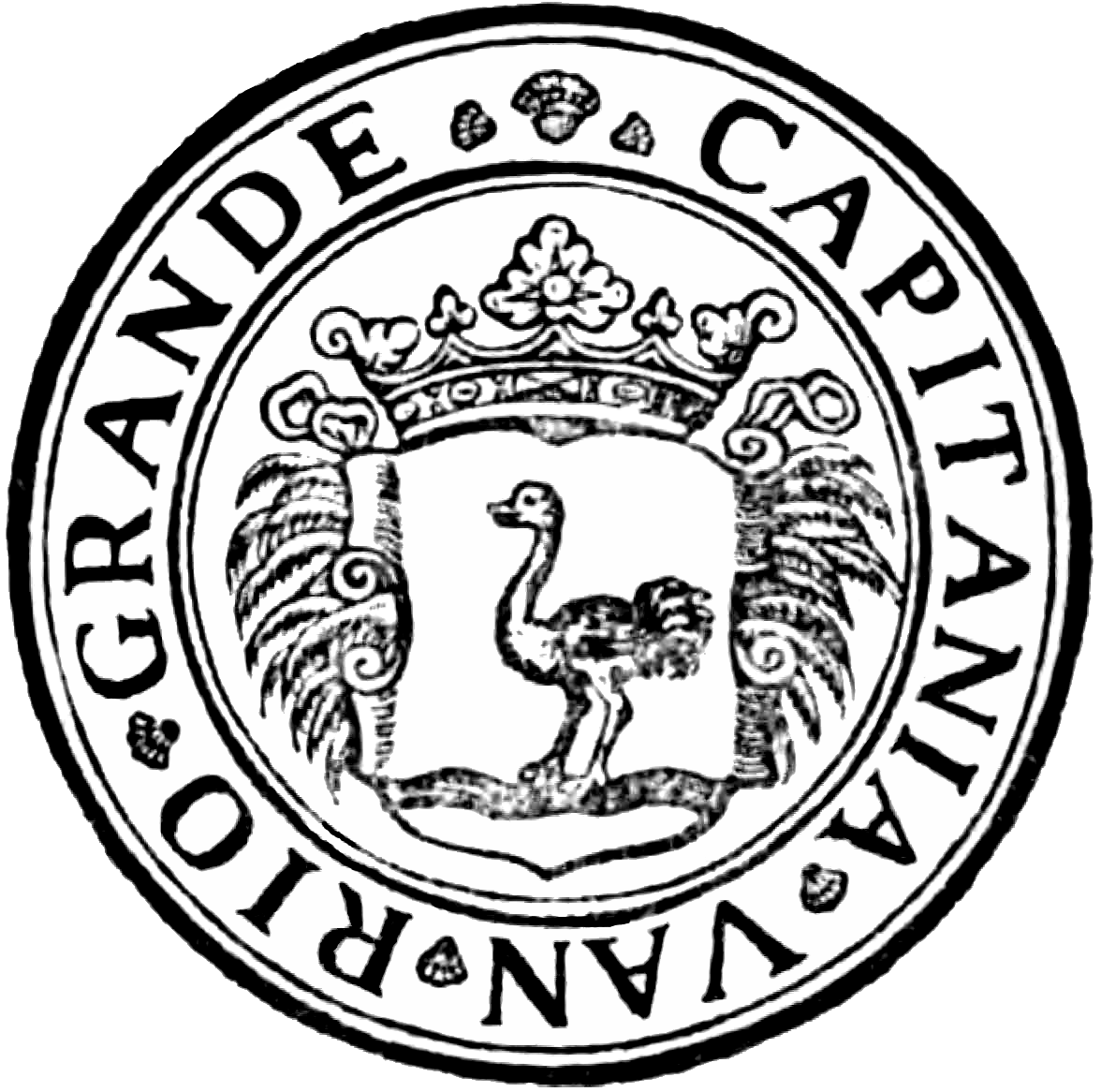
Selo da Capitania do Rio Grande [do Norte], durante o domínio Holandês.

Não é possivel determinar com os metais ou tinturas dos brasões de armas do Brasil Holandês, pois as gravuras não apresentam os indicativos de esmaltes por meio pontuados ou fundos convencionais da heráldica. Em alguns exemplares da edição princeps da obra Rerum per octennium in Brasilia de Gaspar Barléu apresentam os escudos coloridos em aquarela, mas, de modo, arbitrario e, por vezes, em flagrante contravenção das regras heráldicas. No exemplar dessa obra disponível na Biblioteca Nacional do Brasil, o escudo do Rio Grande do Norte aparece pintado em ouro, com as ondas em azul, branco e azul.